# Granieu
Granieu – miejscowość i gmina we Francji, w regionie Owernia-Rodan-Alpy, w departamencie Isère.
Według danych na rok 1990 gminę zamieszkiwało 248 osób, a gęstość zaludnienia wynosiła 66 osób/km² (wśród 2880 gmin regionu Rodan-Alpy Granieu plasuje się na 1380. miejscu pod względem liczby ludności, natomiast pod względem powierzchni na miejscu 1602.).